# GJ 1245
GJ 1245 или V1581 Лебедя — тройная звёздная система в созвездии Лебедя, находящаяся сравнительно недалеко от Солнечной системы, приблизительно в 15 световых годах (4,54 пк).

## Характеристики
Компоненты системы GJ 1245 A (G208-44 A), GJ 1245 B (G 208-45) и GJ 1245 C (G 208-44 B) являются довольно тусклыми вспыхивающими красными карликами спектрального класса M. Масса самой большой из трёх звезд GJ 1245 A (G208-44 A) составляет 11% от массы Солнца. GJ 1245 C (G 208-44 B) находится на расстоянии 8 а. е. от GJ 1245 A (G208-44 A) и имеет массу 7% от массы Солнца. Большая полуось GJ 1245 B (G 208-45) — 33 а. е., масса — 10% массы Солнца. В ходе длительных наблюдений орбитальным телескопом Кеплер этой системы не было обнаружено транзитных планет. Наблюдения за вспышками звёзд позволили описать методику разделения света звезды А от звезды B.

## Ближайшее окружение
Следующие звёздные системы находятся на расстоянии в пределах 10 световых лет от GJ 1245: 61 Лебедя AB (5,2 св. года), Струве 2398 AB (5,8 св. лет), Сигма Дракона (8,3 св. лет), EV Ящерицы (8,5 св. лет), Альтаир (9,8 св. лет).